# 南京大学社会学系
南京大学社会学系是南京大学的社会科学系科之一，为中国社会学的重要奠基者，是国内规模最大的社会学系。现属南京大学社会学院。

## 现况概览

### 专业设置
- 社会学博士后流动站、博士、硕士和本科专业
- 人类学硕士
- 人口学硕士
- 基础心理学、应用心理学硕士和应用心理学本科专业
- 社会工作本科专业

### 研究机构
- 社会学教研室
- 社会工作与社会政策教研室、
- 人类学教研室
- 心理学教研室
- 南京大学人文社会科学重点研究基地"中国社会与文化研究中心"
- 南京大学城市科学研究中心
- 南京大学社会心理学研究所
- 南京大学社会文化人类学研究所
- 南京大学社会政策研究所
- 南京大学国际市场调查所
- 南京大学—日本福祉大学社会福利与政策交流研究中心

### 师资
教授及其主要研究领域
- 宋林飞：社会学理论、经济社会学、公共政策研究
- 周晓虹：社会学理论、社会心理学、当代中国研究
- 风笑天：社会学研究方法、家庭与人口问题、中国独生子女研究
- 张鸿雁：城市社会学、社区理论、城市经济学、城市管理与企业策划
- 陈友华：社会统计学、婚姻人口学、计量经济学及社会保障
- 成伯清：西方社会学理论、社会心理学、历史社会学、情感社会学
- 范可：社会人类学
- 邵京：醫療人類學、語言人類學
- 贺晓星：教育社会学、聋人问题研究
- 林卡：社会保障、社会政策、社会工作
- 汪和建：经济社会学及制度分析
- 张玉林：农村社会学、乡村人类学
- 朱力：社会问题、应用社会学
- 翟学伟：中国人与中国社会、社会心理学、本土社会心理学及方法论
- 桑志芹：应用心理学、心理咨询理论与技术

### 学术研究成果
重建以后的南京大学社会学系在近20年的时间里在社会学研究方面取得了比较突出的业绩，出版了大量的学术著作和研究论文，其中重要成果包括：《西方社会学历史与体系（第一卷· 经典贡献）》（周晓虹）、《传统与变迁：江浙农民的社会心理及其近代以来的嬗变》（周晓虹）、《现代社会心理学》（周晓虹）、《西方社会学理论》（宋林飞）、《中国经济的奇迹》（宋林飞）、《侵入与接替：城市社会结构变迁新论》（张鸿雁）、《中外城市化比较研究新论》（张鸿雁）、《独生子女：他们的家庭、教育与未来》（风笑天）、《社会学研究方法》（风笑天）、《现代社会调查方法》（风笑天）、《中国人的脸面观》（翟学伟）、《中国人社会行为的逻辑》（翟学伟）、《天下第一村：华西村转型经济中的后集体主义》（周怡）、《解读社会：文化与结构的路径》（周怡）、《现代经济社会学》（汪和建）、《迈向中国的新经济社会学》（汪和建）、《大转型：中国社会问题透视》（朱力）、《变迁之痛：转型期的社会失范研究》（朱力）和《走出现代性：当代西方社会学理论的重新定向》（成伯清）、《格奥尔格 · 齐美尔》（成伯清）等，在《中国社会科学》、《社会学研究》、《历史研究》等国家一级专业刊物和诸种英文SSCI刊物上上发表学术论文数十篇，其他CSSCI论文数百篇；并于2001年秋出版连续性出版物《社会理论丛刊》，2005年春出版另一连续性出版物《中国研究》。

### 系徽、系训
南京大学社会学系系标的中心图案是由三本打开的书籍组成的"众"字，外圈为绿色的橄榄枝。社会学最早进入中国的时候被称之为"群学"，因此本系标不仅象征我们的社会学系，而且具有"社会是一部大书，我们都是它的忠实读者"的寓意；社会学系的系训为费孝通教授手书的"创造健康社会"

### 其他
南京大学社会学系是中国社会学研究和教学的重镇，是北京以外中国大陆社会学最重要的研究和教学机构，现为国家重点学科。
现任系主任周晓虹。
2008年10月 南京大学社会学系升格为社会学院。社会学院下设社会学系、社会工作与政策系、心理学系和人类学研究所。
周晓虹教授任院长，张鸿雁教授、成伯清教授任副院长
风笑天教授任社会学系主任，陈友华教授任社会工作与政策系主任，翟学伟教授任心理学系主任，范可教授任人类学研究所所长

## 历史概要
- 民国16年（1927年），国立东南大学合组为第四中山大学，社会学系成立，次年学校更名国立中央大学。社会学系隶属中大社会科学院，社会科学院后改为法学院。萧纯锦为首任系主任，当时任教的有孙本文、龚贤明、朱亦松等。社会学系后曾暂行停办。民国36年（1947年），国立中央大学设社会学研究所，实行系所合一。民国33年（1944年），国立中央大学设立人类学、社会学相关的边政系，凌纯声为首任系主任。 1949年，中央大学更名南京大学；1952年，金陵大学并入南京大学。金陵大学社会学系成立于1930年，杨开道任系主任；1948年又增设社会福利行政系；夏伟斯(G. W. Sarivis)、柯象峰、徐益棠、吴景超等人曾于此执教。南京大学同时是孕育中国社会学、人类学、民族学的重要学府；最早的全国性专业学术组织，先后有社会学系教授孙本文等人发起成立中国社会学社，凌纯声、徐益棠等人发起成立中国民族学会，吴定良、欧阳翥、卢于道等人组织成立中国人类学学会。
- 1949年后，原社会学系部分教授转往相关系科，如孙本文先后转至地理系、哲学系，柯象峰先后转至外语系、经济系。
- 1983年，社会学在中国大陆被取消30余年后，南京大学成立了社会学研究室，葛林任研究室主任。1988年，南京大学恢复社会学系，宋林飞任系主任。
- 2008年，南京大学社会学院成立，下设社会学系、心理学系、社会工作与社会政策系。

## 链接
- 南京大学社会学系 （页面存档备份，存于）